# Умалатов, Магомед Насрулаевич
Магоме́д Насрула́евич Умала́тов: (род. 3 апреля 1992 года, Зензели, Лиманский район, Астраханская область, Россия) — российский боец смешанных боевых искусств, чемпион Европы 2017 года по MMA (г. Дрезден, Германия).
Боец американской лиги смешанных единоборств PFL, чемпион бойцовской лиги «Gorilla Fighting Championship» в полусреднем весе, бронзовый призер чемпионата России по СБЕ-ММА, чемпион России по рукопашному бою (МВД), серебряный призер кубка России по СБЕ-ММА, чемпион «Гран-при городов воинской славы» (г. Колпино).

## Биография
Магомед Умалатов родился в 1992 году в селении Зензели, Лиманского района, Астраханская область (Россия). По национальности даргинец. Магомед вырос в многодетной семье, где был самым младшим восьмым ребёнком. С детства тренировался под руководством родного брата Рустама Умалатова. Ярким примером для подражания был старший брат Гасан Умалатов, который успешно выступал по смешанным единоборствам в США. Все семейство Умалатовых активно занимается спортом, а в частности, единоборствами, где братья и племянники являются яркими ударниками и универсалами по стилю поединка.

## Любительская карьера
Как боец смешанного стиля заявил о себе в 2015 году победой на чемпионате ЮФО по СБЕ-ММА, затем в 2016 году последовал кубок России по СБЕ-ММА, где стал вторым. В том же году спортсмен одерживает победу на престижном всероссийском турнире по ММА «Гран-при городов воинской славы» в городе Колпино. Участие на чемпионате России по СБЕ-ММА в 2017 году стало знаковым в карьере спортсмена, Магомед завоевал бронзу чемпионата, что дало право попробовать свои силы на чемпионате Европы в Германии. В Дрездене наш боец одерживает уверенные победы во всех поединках и добывает «золото» чемпионата Европы 2017 тем самым выполнив норматив мастера спорта международного класса. Помимо всего прочего, Магомед Умалатов активно принимает участие во всероссийских турнирах по таким видам спорта, как рукопашный бой и боевое самбо, он является чемпионом России по рукопашному бою (МВД).

## Профессиональная карьера
Дебютный поединок по профессиональному ММА провел в мае 2015 года в родном городе Астрахань, одержав досрочную победу удушающим приемом. Длительная пауза в связи с любительской карьерой не давала возможности спортсмену проводить поединки по профессионалам. Но вскоре спортсмен вернулся и в 2018 году провел целых 6 поединков, где финишировал всех соперников нокаутами. В 2019 году на домашней арене родного города, боец становится чемпионом лиги «Gorilla Fighting Championship», завоевав пояс одной из ведущих организаций ММА в России. В 2021 году Магомед успешно дебютировал в Professional Fighters League, где в первом поединке выиграл американского бойца Кирона Боуэна, отправив его в технический нокаут.

## Статистика ММА
| Боёв 18  | Побед 17 | Поражений 1 |
| -------- | -------- | ----------- |
| Нокаутом | 11       | 1           |
| Сдачей   | 2        | 0           |
| Решением | 4        | 0           |

| Результат | Рекорд | Соперник                | Способ                             | Турнир                                            | Дата            | Раунд | Время | Место                      | Примечание                                    |
| --------- | ------ | ----------------------- | ---------------------------------- | ------------------------------------------------- | --------------- | ----- | ----- | -------------------------- | --------------------------------------------- |
| Поражение | 17-1   | Шамиль Мусаев           | Технический нокаут (удары)         | PFL 10 (сезон 2024)                               | 29 ноября 2024  | 3     | 1:44  | Эр-Рияд, Саудовская Аравия | Бой за титул чемпиона PFL в полусреднем весе. |
| Победа    | 17-0   | Нейман Грейси           | Единогласное решение               | PFL 9 (сезон 2024)                                | 23 августа 2024 | 3     | 5:00  | Вашингтон, США             | Полуфинал PFL в полусреднем весе.             |
| Победа    | 16-0   | Бреннан Уорд            | Удушающий приём (анаконда)         | PFL 6 (сезон 2024)                                | 28 июня 2024    | 1     | 3:43  | Су-Фолс, США               |                                               |
| Победа    | 15-0   | Андрей Корешков         | Единогласное решение               | PFL 3 (сезон 2024)                                | 19 апреля 2024  | 3     | 5:00  | Чикаго, США                |                                               |
| Победа    | 14-0   | Наиб Лопес Миранда      | Единогласное решение               | PFL 6 (сезон 2023)                                | 23 июня 2023    | 3     | 5:00  | Атланта, США               |                                               |
| Победа    | 13-0   | Дилано Тейлор           | Нокаут (удары)                     | PFL 3 (сезон 2023)                                | 14 апреля 2023  | 1     | 1:31  | Лас-Вегас, США             |                                               |
| Победа    | 12-0   | Ярра Хуссейн аль-Силави | Нокаут (удар)                      | Professional Fighters League #6: Регулярный сезон | 1 июля 2022     | 1     | 3:33  | Атланта, США               |                                               |
| Победа    | 11-0   | Леандро Сильва          | Единогласное решение               | Professional Fighters League #7: плей-офф         | 13 августа 2021 | 3     | 5:00  | Холливуд, США              |                                               |
| Победа    | 10-0   | Кирон Боуэн             | Технический нокаут (удар)          | Professional Fighters League #3: Регулярный сезон | 6 мая 2021      | 2     | 0:07  | Атлантик-Сити, США         |                                               |
| Победа    | 9-0    | Рашид Койчакаев         | Технический нокаут (добивание)     | Eagle Fighting Championship 31                    | 20 декабря 2020 | 3     | 2:17  | Нижний Новгород, Россия    |                                               |
| Победа    | 8-0    | Алексей Новиков         | Технический нокаут (удары локтями) | Gorrila Fighting Championship 16                  | 30 августа 2019 | 1     | 2:00  | Астрахань, Россия          |                                               |
| Победа    | 7-0    | Виталий Макиев          | Нокаут (удар коленом)              | Battle on Volga 8 — Abasov vs. Protsenko          | 14 декабря 2018 | 1     | 3:32  | Самара, Россия             |                                               |
| Победа    | 6-0    | Рашид Койчакаев         | Технический нокаут (рассечение)    | Wolf Fights 7                                     | 8 сентября 2018 | 1     | 2:03  | Москва, Россия             |                                               |
| Победа    | 5-0    | Айк Гаспарян            | Технический нокаут (удары руками)  | Wolf Fights 7                                     | 8 сентября 2018 | 1     | 0:57  | Москва, Россия             |                                               |
| Победа    | 4-0    | Денис Ерёменко          | Технический нокаут (удары руками)  | Wolf Fights 7                                     | 8 сентября 2018 | 1     | 1:17  | Москва, Россия             |                                               |
| Победа    | 3-0    | Асан Нурматов           | Технический нокаут (удары руками)  | FFP 4 — Fight Family Promotion 4                  | 26 августа 2018 | 1     | 0:40  | Москва, Россия             |                                               |
| Победа    | 2-0    | Микадо Кабали           | Нокаут                             | FFP 3 — Fight Family Promotion 3                  | 22 июля 2018    | 1     | 1:05  | Москва, Россия             |                                               |
| Победа    | 1-0    | Станислав Вильчинский   | Удушающий прием (треугольник)      | «Battle on the Volga»                             | 8 мая 2015      | 1     | 0:43  | Астрахань, Россия          |                                               |